# Víctima del alcohol (película de 1994)
Víctima del alcohol (título original: Broken Pledges) es un telefilme dramática de 1994 dirigida por Jorge Montesi y protagonizada por Linda Gray y Lochlyn Munro. La película está basada en una historia real.

## Argumento
Eileen Stevens es una madre que tiene familia que vive en el estado de Nueva York. Tiene cuatro hijos y su marido se llama Roy. El más grande de sus hijos se llama Chuck Stenzel, su hijo de un matrimonio anterior. Un día ese hijo se va a la Universidad para conseguir estudios y toda su familia, también su madre se despide de él. Allí una fraternidad llamada Delta Lambda le quiere convencer para que se vuelva miembro de ella y él acepta serlo. Para conseguir serlo tiene que cumplir ciertas condiciones al respecto.
Una de ellas es hacer una prueba de valor. En ella los candidatos tienen que estar en un maletero del coche y beber alcohol hasta perder el conocimiento. Chuck participa en esa prueba y acaba muerto por su falta de experiencia respecto al alcohol. Después de lo ocurrido la fraternidad encubre lo ocurrido con la aprobación de la universidad  para proteger su imagen y la de la universidad.
Sin embargo Eileen se entera de ello a través de uno de sus miembros, que está atormentado por lo ocurrido. Enfurecida por esas pruebas de valor, también conocidas como novatadas, que son incluso frecuentes en las universidades, y porque los demás miembros de la fraternidad continúan callando respecto a lo ocurrido hasta el punto de echar al que habló de lo ocurrido, ella lanza una cruzada contra ellas. Consciente que no hay una ley contra ellas, Eileen funda una organización llamada C.H.U.C.K. (Committee to Halt Useless College Killings, traducido: Comité para evitar muertes sin sentido en la Universidad) y empieza a presionar como lobista a la universidad y al mundo político para que haya una ley al respecto. También habla ante otra gente al respecto para movilizarlos contra esas pruebas de valor, mientras que continua presionando a la fraternidad para que hable de lo ocurrido a su hijo teniendo además el apoyo de su familia al respecto. 
Fraternidades, congresistas y senadores empiezan a solidarizarse con ella. También recibe el apoyo de miles de personas por el país, que utiliza para conseguir aún más apoyo al respecto en el ámbito político, pero la presión para que las cosas queden como están sigue siendo muy fuerte hasta el punto que el gobernador veta una iniciativa política al respecto en la cámara legislativa. 
Sin embargo otro estudiante llamado Michael Chambers muere de la misma manera poco tiempo después. En ese momento ella, con el apoyo de su madre, consigue llevar el caso ante un gran jurado y, aunque no hubo un enjuiciamiento, se recomendó allí que hubiese una ley contra esa práctica para que se acabase con la irresponsabilidad y estupidez, incluso mortal, de esas prácticas. Utilizando eso como método de presión adicional, la cámara legislativa, bajo presión de Eileen, presiona al gobernador para que deje de vetar la ley y el gobernador al final tiene que ceder al respecto y firmarlo. 
Adicionalmente Eileen, bajo esa presión pública respecto al asunto, consigue también obligar a los estudiantes de la fraternidad a que hablen de lo ocurrido en una audiencia preliminar. El máximo culpable, Jeff Laneer, ahora líder de la fraternidad, tiene que confesar su culpa de lo ocurrido estando en un estado de automentira al decir aun así que fue un accidente. No les ocurre nada, pero Eileen también se da cuenta durante esa audiencia, que su muerte atormentará a esos estudiantes para siempre y decide por ello dejar las cosas como están y continuar con su lucha con más intensidad, ya que se da entonces adicionalmente cuenta que esa práctica también daña a los responsables de ellas en su interior.
Desde entonces continúa con su cruzada con el propósito de acabar con ella por todo el país. Gracias a ella 38 estados en los Estados Unidos tienen una ley contra esa práctica, mientras que otros estados están discutiendo también al respecto. De esa manera consigue que su muerte no sea olvidada y que tenga a pesar de todo un sentido positivo, también para su propia vida.

## Reparto
| Actor            | Personaje      |
| ---------------- | -------------- |
| Linda Gray       | Eileen Stevens |
| Leon Russom      | Roy Stevens    |
| Jane Galloway    | Diane          |
| Malcolm Stewart  | Sam Hirsch     |
| David Lipper     | Chuck Stenzel  |
| Lochlyn Munro    | Jeff Laneer    |
| Cameron Bancroft | Mark           |

## Producción
La película fue filmada en Vancouver.

## Recepción
Hoy en día el largometraje ha sido valorado por el portal de información en el Internet IMDb. Con 97 votos registrados al respecto, esta película obtiene en el portal una media ponderada de 5,6 sobre 10.